# Rosca Scott

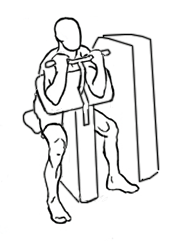
Desenho de Rosca Scott sendo executada.

Rosca Scott (também conhecida como Flexão de Cotovelo Scott, Flexão de Cotovelo Francesa, como simplesmente Scott, ou,  mais raramente, como seu nome original: The Scott Curl) é um exercício físico de treinamento de força, especificamente das classes das flexões e também extensões. O exercício foi inventado por Larry Scott, famoso fisiculturista americano na década de 1960, tendo o nome Rosca Scott em homenagem para seu criador. O exercícico consiste em sentar em um banco especial e fazer movimentos de subida (flexivos) e de descida (extensivos), repetidamente, com uma barra própria do banco (reta ou "W"), com o braço apoiado em um suporte próprio do banco. O peso pode ser ajustado para mais ou menos força na "puxada" e no exercícico, de acordo com a capacidade da pessoa. O exercício desenvolve isoladamente o bíceps, dando uma ênfase e resultado maiores na extensão e definição do músculo, tornando o músculo mais definido e desenvolvido, objetivo que outros exercícios de bíceps não forneciam na época. Há variações do exercício; às vezes este é feito em pé ou com halteres invés da barra, mas na maioria das vezes as variações tendem a ter outros resultados dos do exercício principal.
1. 1 2 3  «Larry Scott». EmForma.net. Consultado em 23 de Dezembro de 2010
2. 1 2  «Treinamentos». CBLB. Consultado em 23 de Dezembro de 2010. Arquivado do original em 15 de setembro de 2010